# Katedra Nawiedzenia Najświętszej Maryi Panny w Szombathely
Katedra Nawiedzenia Najświętszej Maryi Panny w Szombathely (węg. Szombathelyi székesegyház) – główna świątynia rzymskokatolickiej diecezji szombathely'skiej na Węgrzech. Mieści się w Szombathely, przy placu Berzsenyi Daniel tér.
Katedra została zaprojektowana przez Melchiora Hefele dla biskupa Janosa Szilya w 1791, a jej budowę ukończono w 1797 roku. Wybudowana została na planie krzyża z wydłużonym prezbiterium i krótkimi transeptami. Jest ona utrzymana w stylu zopf. W przeszłości katedra była pokryta dekoracją stiukową oraz freskami wykonanymi przez Franza Antona Maulbertscha oraz była podparta przez okazałe marmurowe kolumny. Nie zachowały się one do dzisiaj. Do wyposażenia kościoła można zaliczyć również: część oryginalnych malowideł Maulbertscha, cudowną czerwono-białą marmurową ambonę a także gipsowe figurki aniołów i putt (skrzydlate dzieci albo cherubini) nad głównym ołtarzem.
W tym miejscu Adolf Kuncz i fizyk Loránd Eötvös powtórzyli swój eksperyment wahadła udowadniający, że Ziemia obraca się. Katedra poważnie została uszkodzona przez nalot bombowy podczas II wojny światowej i jedynie mały fragment wspomnianych wyżej fresków i nastawy ołtarzowej został zachowany. Restauracja katedry, podzielona na etapy, jest wciąż w toku.